# Rue De Buade
Pour les articles homonymes, voir Buade.
La rue De Buade est une rue historique de la ville de Québec.

## Situation et accès
Elle est située dans le Vieux-Québec, entre la rue du Fort et la rue des Jardins où se trouve l'Hôtel de ville de Québec. Au passage se trouve la basilique-cathédrale Notre-Dame de Québec et l'Édifice Louis-S.-St-Laurent.

## Origine du nom
Elle est nommée en l'honneur de Louis de Buade de Frontenac.

## Historique
Elle reçoit son nom dès 1673.
Au XVIIIe siècle, l'église Notre-Dame-de-Recouvrance rejoint le vieux sentier où se trouve la rue actuelle. L'archéologue René Lévesque a mené des recherches près de la rue pour retrouver l'énigmatique tombeau de Champlain.
Avant 2000, le toponyme officiel était rue Buade.

## Bâtiments remarquables et lieux de mémoire
|  |